# Mehdi Torabi
Mehdi Torabi (en persa: مهدی ترابی‎; Karaj, Elburz, 10 de septiembre de 1994) es un futbolista iraní que juega en la demarcación de extremo para el Tractor S. C. de la Iran Pro League.

## Selección nacional
Tras jugar seis partidos con la selección de fútbol sub-23 de Irán, finalmente el 11 de junio de 2015 hizo su debut con la selección absoluta en un encuentro contra Uzbekistán que finalizó con un resultado de 0-1 a favor del combinado iraní tras un gol del propio Torabi. Además llegó a disputar siete partidos de la clasificación para la Copa Mundial de Fútbol de 2018.

### Participaciones en Copas del Mundo
| Copa              | Sede  | Resultado      | Partidos | Goles |
| ----------------- | ----- | -------------- | -------- | ----- |
| Copa Mundial 2018 | Rusia | Fase de grupos | 0        | 0     |
| Copa Mundial 2022 | Catar | Fase de grupos | 3        | 0     |

### Goles internacionales
| # | Fecha                    | Lugar                                  | Oponente   | Gol | Resultado | Competición                           |
| - | ------------------------ | -------------------------------------- | ---------- | --- | --------- | ------------------------------------- |
| 1 | 11 de junio de 2015      | Estadio Bunyodkor, Taskent, Uzbekistán | Uzbekistán | 0-1 | 0-1       | Amistoso                              |
| 2 | 3 de septiembre de 2015  | Estadio Azadi, Teherán, Irán           | Guam       | 6–0 | 6-0       | Clasificación para el Mundial de 2018 |
| 3 | 13 de octubre de 2015    | Estadio Azadi, Teherán, Irán           | Japón      | 1–0 | 1–1       | Amistoso                              |
| 4 | 7 de junio de 2016       | Estadio Azadi, Teherán, Irán           | Kirguistán | 3–0 | 6-0       | Amistoso                              |
| 5 | 11 de septiembre de 2018 | Estadio Bunyodkor, Taskent, Uzbekistán | Uzbekistán | 0-1 | 0-1       | Amistoso                              |
| 6 | 16 de octubre de 2018    | Estadio Azadi, Teherán, Irán           | Bolivia    | 2-1 | 2-1       | Amistoso                              |
| 7 | 10 de noviembre de 2022  | Estadio Azadi, Teherán, Irán           | Nicaragua  | 1–0 | 1–0       | Amistoso                              |

## Clubes
| Club             | País  | Año       | Partidos | Goles |
| ---------------- | ----- | --------- | -------- | ----- |
| Saipa F. C.      | Irán  | 2012-2018 | 118      | 17    |
| Persépolis F. C. | Irán  | 2019-2020 | 49       | 14    |
| Al-Arabi S. C.   | Catar | 2020-2021 | 12       | 2     |
| Persépolis F. C. | Irán  | 2021-2024 | 119      | 26    |
| Tractor S. C.    | Irán  | 2024-     | 38       | 5     |

## Palmarés

### Títulos nacionales
| Título            | Club               | País | Año  |
| ----------------- | ------------------ | ---- | ---- |
| Iran Pro League   | Persépolis F. C.   | Irán | 2019 |
| Copa Hazfi        | Persépolis F. C.   | Irán | 2019 |
| Supercopa de Irán | Persépolis F. C.   | Irán | 2019 |
| Iran Pro League   | Persépolis F. C.   | Irán | 2020 |
| Supercopa de Irán | Persépolis F. C.   | Irán | 2020 |
| Iran Pro League   | Persépolis F. C.   | Irán | 2021 |
| Iran Pro League   | Persépolis F. C.   | Irán | 2023 |
| Copa Hazfi        | Persépolis F. C.   | Irán | 2023 |
| Iran Pro League   | Persépolis F. C.   | Irán | 2024 |
| Iran Pro League   | Tractor Sazi F. C. | Irán | 2025 |